# Аміноліз
Аміно́ліз (рос. аминолиз, англ. aminolysis) — розщеплення хімічних зв'язків (С-С, С-О, С-N та ін.) в молекулах під дією амінів з утворенням зв'язку С-N (реакція Піннера й ін.).
RC(O)CN + HNR2 → RC(O)NR2
R3С-Hal + H-NR2 → R3C-NR2 + HHal